# Nkosazana Dlamini-Zuma

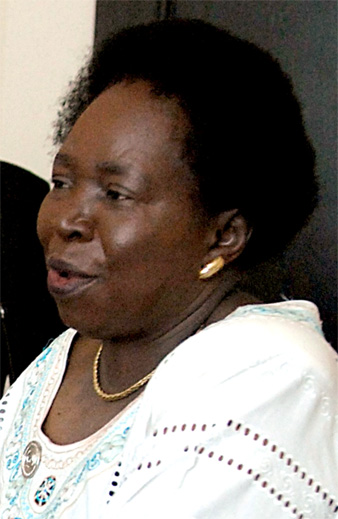
Nkosazana Dlamini-Zuma (2008)

Nkosazana Clarice Dlamini-Zuma (* 27. Januar 1949 in Pietermaritzburg) ist eine südafrikanische Medizinerin und Politikerin (African National Congress, ANC). 2012 bis 2017 war sie Kommissionsvorsitzende der Afrikanischen Union (AU). Zuvor war sie langjährige Außenministerin sowie Innenministerin von Südafrika in der Regierung ihres früheren Ehemannes Jacob Zuma. 2018 wurde sie als Minister of Planning, Monitoring and Evaluation in the Presidency in das Kabinett Ramaphosa I berufen, 2019 wechselte sie in das Ressort Cooperative Governance and Traditionell Affairs.

## Leben
Das älteste von acht Kindern eines katholischen Lehrers wuchs in ländlicher Drakensbergregion von Natal auf und gehört eigenen Angaben zufolge dem Volk der Zulu an. Ihre Eltern waren Ndlela und Williebrod Dlamini. Durch den beruflich bedingten Wechsel ihres Vaters zwischen verschiedenen primary schools im damaligen Polela district lernte sie als Kind selbst mehrere dieser Bildungseinrichtungen kennen. Die späteren Grundschuljahre verbrachte Dlamini-Zuma bei einer Tante in Umlazi am Rande von Durban. Ihre Mutter war aktives Mitglied der Young Women’s Christian Association (deutsch etwa: „Vereinigung junger christlicher Frauen“) und unterrichtete am Polela Health Centre (deutsch: „Polela-Gesundheitszentrum“) Ernährungslehre. Die Eltern waren von der Notwendigkeit der Bildung für Mädchen überzeugt, wofür sie in ihrem Umfeld zu dieser Zeit wenig Unterstützung erhielten. Die letzten drei Schuljahre bis zu ihrem Matric verbrachte sie mit den Schwerpunktfächern Chemie, Mathematik, Physik und Biologie.
Nach dem Abschluss am Amanzimtoti Zulu Training School (ehemalige Adams Mission School) im Jahre 1967 wechselte sie auf die University of Zululand, die sie 1971 mit dem Bachelor-Grad in Zoologie und Botanik verließ. Während dieses Studiums wurde sie Mitglied der Catholic Society und der sich zu dieser Zeit formierenden South African Students’ Organisation (SASO). Hier beteiligte sich Dlamini-Zuma an vielen politischen Aktivitäten und Demonstrationen gegen die Berufung von Chief Mangosuthu Buthelezi zum Kanzler der Universität.
Nach ihrem ersten Abschluss war Dlamini-Zuma als Forschungsingenieurin bei der University of Natal Medical School beschäftigt. Hier schrieb sie sich 1973 für ein Medizinstudium ein, das hier nicht zum Abschluss kam. Während dieses Aufenthaltes kam sie immer mehr mit Akteuren und Zielen des Black Consciousness Movement in Verbindung. Schließlich stieg sie zur Vizepräsidentin der South African Students’ Organisation auf. Während eines Aufenthalts in Swasiland traf sie auf ANC-Mitglieder im Exil, darunter Thabo Mbeki und Albert Dhlomo. Hier entschied sie sich für die politische Arbeit im Untergrund. Folglich übernahm sie die Aufgabe als Sekretär (1975–1976) des Medical Students’ Representative Council. Diese und ihre Funktion als SASO-Vizevorsitzende führten zur aktiven Beobachtung durch die Sicherheitspolizei Südafrikas. Schließlich gehörte sie der geheimen ANC-Regionalorganisation von Durban an und lebte in einem Studentenwohnheim, der Alan Taylor university residence im Durbaner Stadtteil Wentworth. Hier war sie mit der Organisation der Flucht von festgenommenen Demonstranten aus der Haft der Sicherheitspolizei befasst. Diese Aktivität verursachte seit 1976 ihre „operative Betreuung“ durch Mitarbeiter von BOSS. Darauf entschloss sie sich selbst zur Flucht aus Südafrika über Botswana nach Tansania. Dort arbeitete sie in der ANC-Vertretung von Daressalam und bei Radio Freedom. Während dieser Zeit kam es zur Mitwirkung an den ANC-Kontakten zur Organisation für Afrikanische Einheit in Addis Abeba. Sie reiste als ANC-Vertreterin zur International Students Union Conference in Ghana. Es folgten Aufenthalte in Europa zu politischen Konsultationen in der Bundesrepublik Deutschland, der CSSR, Großbritannien, Irland, den Niederlanden und Schweden.
Für längere Zeit weilte Dlamini-Zuma seit 1977 im politischen Exil in Großbritannien, um den ANC-Repräsentanten in London bei der Solidaritätsarbeit zu unterstützen. Dort engagierte sie sich unter anderem von 1977 bis 1978 als Vorsitzende der ANC Youth Section.
Ebenfalls 1978 schloss sie ihr Medizinstudium mit dem Bachelorgrad an der University of Bristol ab (Medizin und Chirurgie). Hierbei half ihr Raymond Hoffenberg, ein angesehener exilierter südafrikanischer Mediziner, bei der Überwindung formaler-bürokratischer Hürden. Im selben Jahr leitete sie die ANC-Delegation während der World Youth Conference in Moskau.
Stationen als Ärztin führten Dlamini-Zuma nach Bristol an das Frenchay Hospital (1978–1979), wo sie in der Chirurgie tätig war. Weitere ärztliche Positionen hatte sie in Berkshire im Canadian Red Cross Memorial Hospital (1979–1980) und in Swasiland am Mbabane Government Hospital (1980–1985) in der Kinderabteilung. Ihre ersten beiden Töchter, Msholozi (* 1982) und Gugulethu Zuma-Ncube (* 1985) kamen in dieser Zeit zur Welt.
Für einen weiteren Abschluss kehrte sie mit einem Stipendium des African Education Trust nach Großbritannien zurück. Hier erwarb sie 1986 ein Diplom auf dem Gebiet Tropischer Kindermedizin an der Liverpool School of Tropical Medicine. Zwischen 1987 und 1989 lag ihr Arbeitsschwerpunkt in der Kindermedizin in London am Whittington Hospital. Von 1987 bis 1988 wirkte sie als Vizevorsitzende des Regional-Political Committee des ANC in Großbritannien. Nach dem Direktorenposten der britischen Health Refugee Trust and Development Organisation (1988–1990) ging sie zurück nach Afrika und arbeitete für die ANC-Gesundheitsabteilung im sambischen Lusaka (1989–1990). In Sambia kamen ihre Kinder Nukuthula und Thuthukile zur Welt.
Von 1991 und 1994 widmete sie sich der Forschung am Medical Research Council in Durban. Schwerpunkte bei dieser Tätigkeit waren illegale Schwangerschaftsabbrüche, AIDS unter Frauen sowie AIDS im Spannungsfeld der Meinungsführer. Gleichzeitig war Dlamini-Zuma weiterhin politisch in Natal tätig und übernahm dort Führungsaufgaben für den ANC (1990–1992 Vorsitzende des Regionalgesundheitskomitees Südnatal; 1991–1993 Vorsitzende der Frauenliga). Neben zahlreichen weiteren Funktionen war sie seit 1992 Ratsmitglied für das Centre for Social and Development Studies der University of Natal.

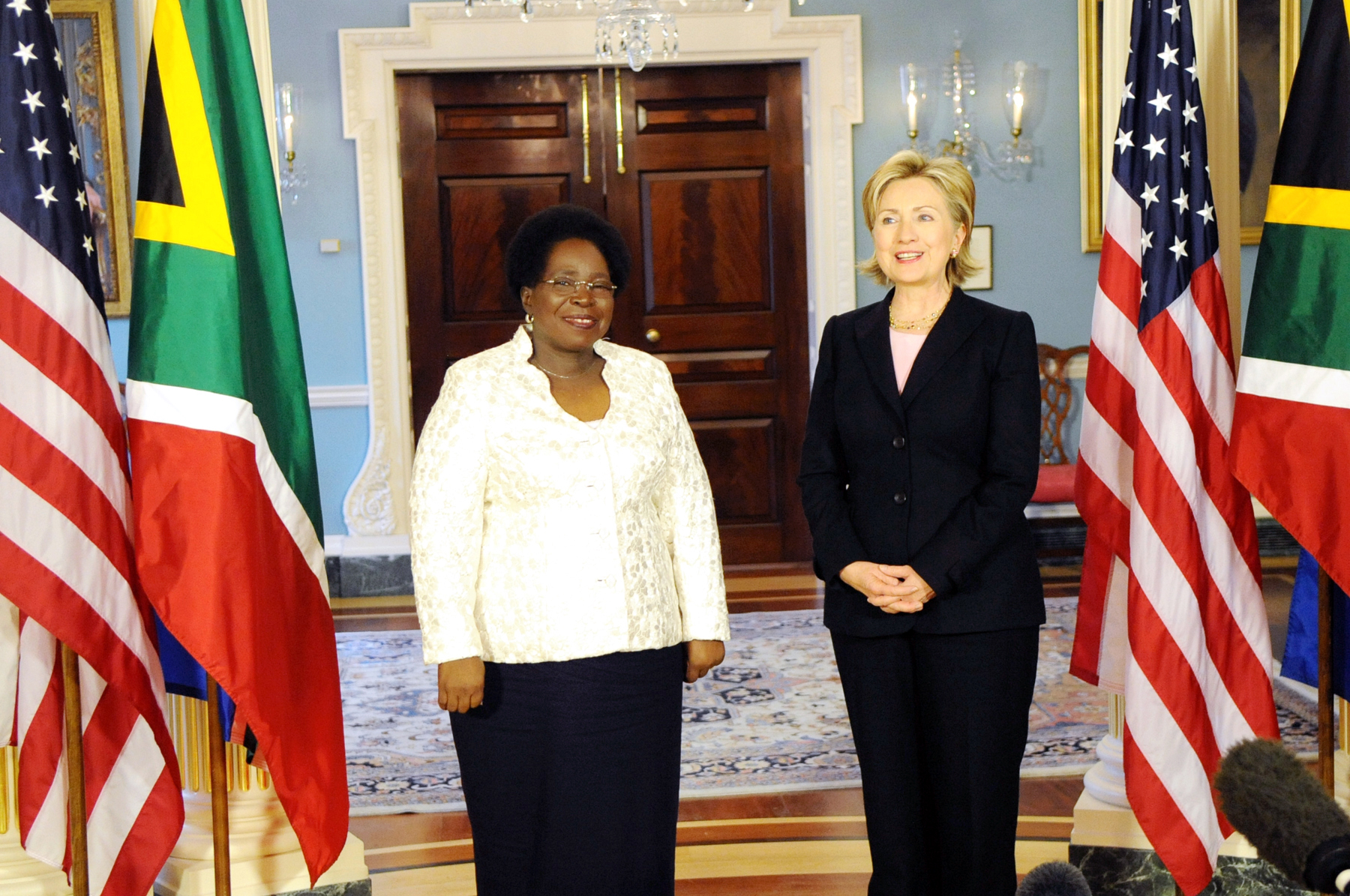
Als südafrikanische Außenministerin mit ihrer US-amerikanischen Amtskollegin Hillary Clinton (2009)

Nach Ende der Apartheid und den ersten allgemeinen Wahlen in Südafrika 1994 gewann Dlamini-Zuma einen Parlamentssitz und wurde im Mai zur Gesundheitsministerin in die Regierung Nelson Mandelas berufen. In dieser Position setzte sie sich gegen den Widerstand der Pharmaindustrie durch und öffnete den südafrikanischen Markt für billig produzierte Arzneimittel und Generika aus Drittländern. Auch setzte sie sich für die medizinische Versorgung von schwangeren Frauen und Kindern, die Legalisierung von Abtreibungen auf Wunsch sowie für ein strenges Rauchverbot an öffentlichen Plätzen ein. Letztgenanntes Engagement brachte ihr 1999 den Tobacco Free World Award der Weltgesundheitsorganisation ein. Dagegen zu einem Skandal geriet ein durch das Gesundheitsministerium finanziertes Musical zur AIDS-Aufklärung, das nach Korruption nur zweimal aufgeführt wurde.
Im Dezember 1994 wurde sie auf dem ANC-Parteitag von Bloemfontein in dessen Exekutivkomitee gewählt.
Von 1999 bis 2009 amtierte Dlamini-Zuma als Außenministerin Südafrikas unter Staatspräsident Thabo Mbeki. International in die Kritik geriet ihre „stille Diplomatie“ gegenüber dem simbabwischen Diktator Robert Mugabe, die keine Erfolge erzielte. Vom 11. Mai 2009 bis zum 2. Oktober 2012 war sie Innenministerin in der Regierung von Jacob Zuma, während ihre Nachfolgerin im Außenministerium Maite Nkoana-Mashabane wurde. Mit dem bekennenden Polygamisten Jacob Zuma war Dlamini-Zuma von 1982 bis 1998 (teilweise variieren die Daten der Ehe und reichen von 1972 bis 1997) verheiratet. Aus dieser Verbindung gingen vier Töchter hervor. Dlamini-Zuma gilt als resolut und fleißig, aber auch als ungeduldige und ergebnisorientierte Politikerin.
Am 15. Juli 2012 wurde Dlamini-Zuma als erste Frau überhaupt zur Kommissionsvorsitzenden der Afrikanischen Union gewählt. Dabei setzte sie sich in einem Machtkampf mit der notwendigen Zweidrittelmehrheit gegen den bisherigen gabunischen Amtsinhaber Jean Ping durch. Ihren Sieg wertete Dlamini-Zuma als Zeichen für die Emanzipation der Frauen in Afrika. Sie gab an, die AU „effizienter“ machen zu wollen. Am 30. Januar 2017 wurde der Tschader Moussa Faki Mahamat zu ihrem Nachfolger als Kommissionschef gewählt.
Im Dezember 2017 kandidierte sie auf dem Parteitag des ANC für das Amt der Parteivorsitzenden, unterlag aber mit 2261 zu 2440 Stimmen Cyril Ramaphosa. Dieser berief sie am 26. Februar 2018 als Minister of Planning, Monitoring and Evaluation in the Presidency (etwa: „Ministerin für Planung, Überwachung und Auswertung“) in sein Kabinett. 2019 wurde sie Minister of Cooperative Governance and Traditionell Affairs (etwa: „Ministerin für Kooperation und Traditionelle Angelegenheiten“).

## Auszeichnungen (Auswahl)
- 1995: Ehrendoktortitel der Universität von Natal
- 1996: Ehrendoktortitel der University of Bristol
- 1997: Ehrendoktortitel der University of Transkei
- 1999: Tobacco Free World Award der WHO
- 2002: Grand maître de l’Ordre national der Republik Mali
- 2002: Premium Award on NEPAD des Tribute Magazine (Tribute Achievers Award)
- 2007: Ehrenprofessorin der Belarussischen Staatsuniversität
- 2013: Order of Luthuli in Gold
- 2016: Benennung der neugegründeten Gemeinde Dr Nkosazana Dlamini Zuma nach ihr[10]
- 2020: Eine von Africa's 50 Most Powerful Women laut Forbes[11]